# David Grebner

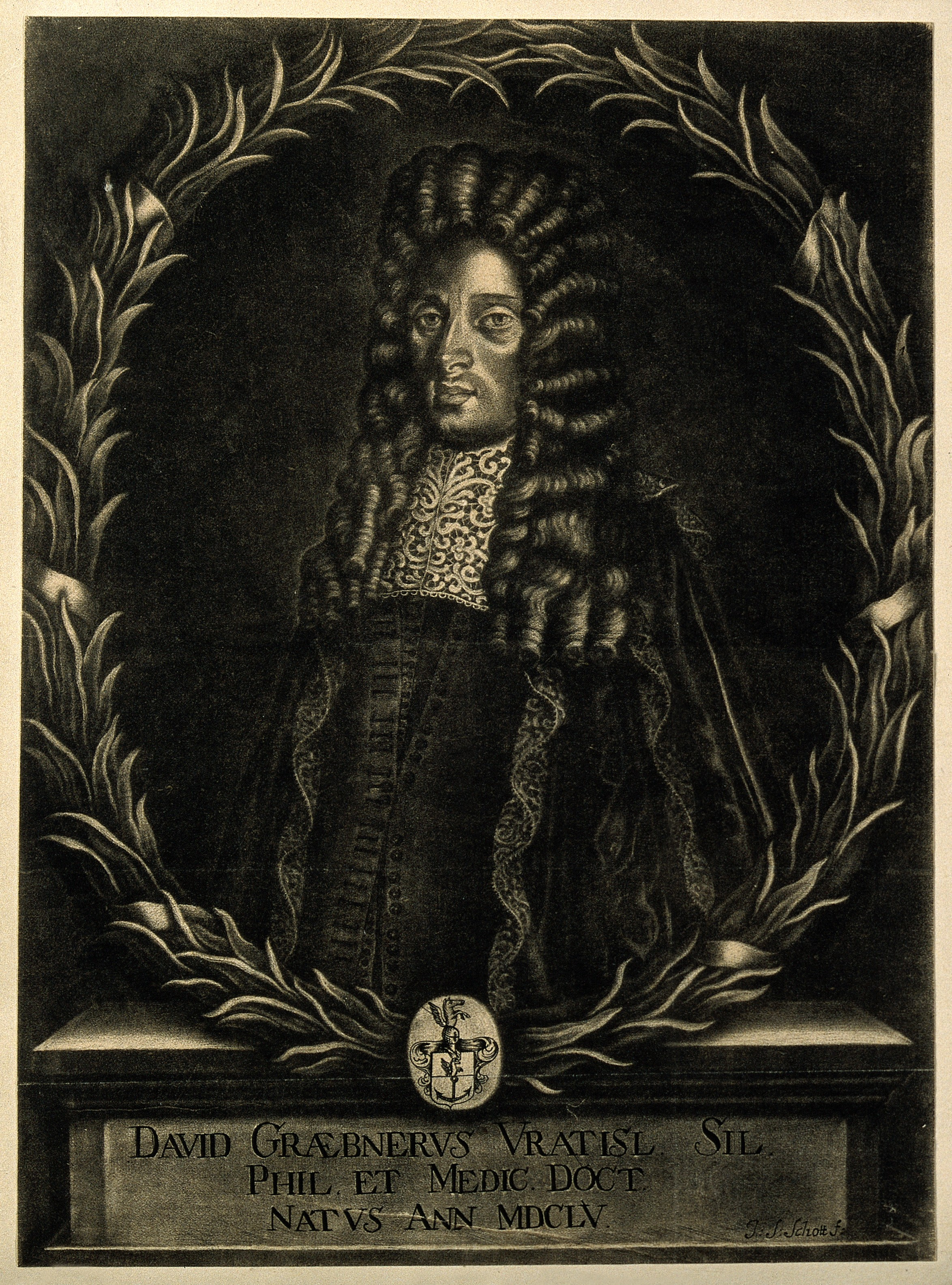
David Grebner

David Grebner (auch Gräbner; * 1655 in Breslau; † 21. Januar 1737 ebenda) war ein deutscher Arzt.

## Leben
David Grebner erhielt seine frühe Ausbildung in Breslau und studierte ab 1674 fünf Jahre lang Medizin in Königsberg. Zu seiner weiteren Ausbildung unternahm er ab 1679 eine Reise durch Holland, England, Frankreich und Italien, woraufhin er an der Universität Padua die medizinische Doktorwürde erwarb. Anschließend kehrte er in seine Heimat zurück, um sich hier als praktischer Arzt niederzulassen.
Nur kurze Zeit blieb Grebner in Fraustadt an der schlesischen Grenze, wo er zum Physikus ernannt worden war, da er vorzog, seinen ständigen Wohnsitz in Breslau zu nehmen, wo er sich für seine ärztliche Berufsausübung höhere Verdienstmöglichkeiten erwartete. Diese Annahme stellte sich als gerechtfertigt heraus. Auch konnte er sich durch die Entdeckung einiger seltener Münzen die Gunst Kaiser Leopolds I. erwerben, der ihn unter seine Hofärzte aufnahm und in den böhmischen Adelsstand erhob. 1737 starb er im Alter von 81 Jahren in Breslau an einem Stickfluss.
Als medizinischer Schriftsteller machte Grebner sich u. a. bekannt durch seine Geschichte der 1699 und in den folgenden Jahren in Breslau herrschenden ansteckenden Krankheiten (Historia morborum, qui annis 1699 et sequentibus Vratislaviae grassatis sunt, Breslau und Leiden 1706 und 1710). Diesem Werk ist auch eine Abhandlung über die ärztliche Erfahrung beigefügt. Ferner verfasste Grebner ein in Breslau geführtes meteorologisches Tagebuch (Diarium meteorologicum Vratislaviense ab anno 1692 usque ad annum 1700, Breslau 1703). Kleinere Abhandlungen aus den Fächern der Philologie, Physik und Medizin finden sich in seinem Tractatus philologico-physico-medici septem (Breslau 1707). Seine Apologie der antiken Arzneiwissenschaft (Medicina vetus restituta, sive paragraphe hippocratico-galenica in Theodori Craanen tractatum physico-medicum de homine, Leipzig 1695) geriet bald in Vergessenheit.